# هاچیرو آریتا
هاچیرو آریتا (به ژاپنی: 有田 八郎, Arita Hachirō); ۲۲ سپتامبر ۱۸۸۴ – ۴ مارس ۱۹۶۵) سیاست‌مدار و برای سه دوره وزیر امور خارجه ژاپن  بود. اعتقاد بر این است که وی مفهوم  حوزه سعادت مشترک آسیای شرقی بزرگ را منشأ داده‌است.